# Verónica Stigger
Verónica Stigger (Porto Alegre, 1973) es una escritora y periodista brasileña.

## Carrera
Stigger nació en Porto Alegre. Autora de cerca de una decena de libros hasta la fecha, ha sido reconocida en varias ocasiones, ganado el Premio São Paulo y el Prêmio Açorianos. Fue una de las autoras incluidas en la lista Bogotá39, en la que se reconocen a los escritores más destacados de Latinoamérica menores de 39 años.

## Obras seleccionadas
- O trágico e outras comédias - Angelus Novus, 2003
- Gran cabaret demenzial - Cosac Naify, 2007
- Os anões - Cosac Naify, 2010
- Opisanie swiata - Cosac Naify, 2013
- Sul - Editora 34, 2016.